# Haven van Constanța

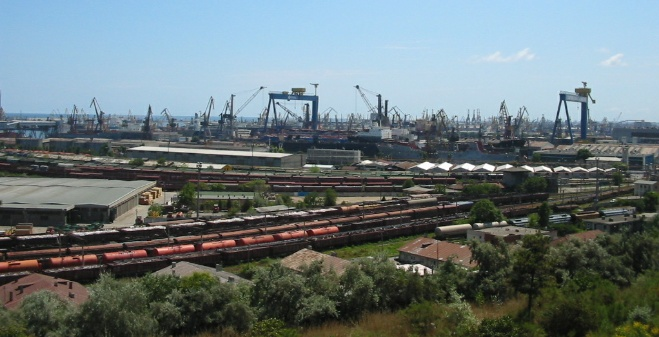
Haven van Constanţa

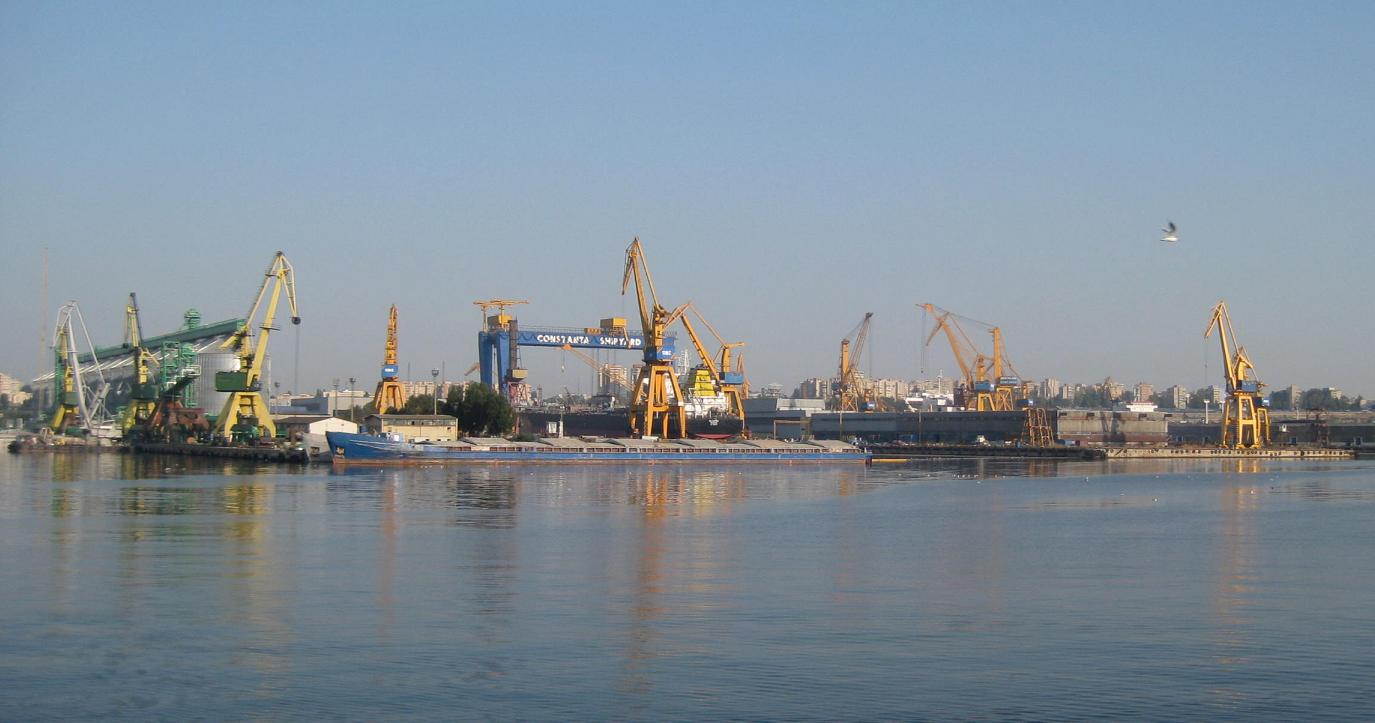
De haven gezien vanaf de zee.

De Haven van Constanța is de grootste haven van Roemenië. De haven is erg belangrijk voor handel en vervoer van mensen. Er vertrekken veerboten naar en van Turkije, Bulgarije, Georgië enz. In 2004 werd in de zeehaven van Constanta 40 miljoen ton aan goederen verscheept. De beroemdste vuurtoren van de haven is de Genuese toren.
Ongeveer 60 procent van de buitenlandse handel van Roemenië passeert de grens via deze haven. Met fondsen van onder meer de EIB en Japan zijn grootschalige moderniseringsprojecten in de haven van Constanța uitgevoerd. In 2003 is een tweede containerterminal in gebruik genomen. Door deze capaciteitsuitbreiding kunnen op termijn 1 miljoen containers per jaar de haven passeren.

## Projecten
Constanța heeft door de unieke ligging grote mogelijkheden. Het vormt de verbinding tussen Europa en Centraal-Azië en streeft ernaar de belangrijkste havenstad aan de Zwarte Zee te worden. Tegen 2013 willen de autoriteiten de haven een volledige facelift geven. Hiervoor zijn projectvoorstellen bij de Europese Unie ingediend voor de nieuwe structuur- en cohesiefondsen. De projecten omvatten de bouw van een nieuwe passagiersterminal, uitbreiding van de huidige containerterminal en bouw van een nieuwe terminal speciaal voor grotere schepen. Ook wil de haven een nieuwe brug aanleggen die directe toegang verschaft tot het Donau-Zwarte Zeekanaal.
Siemens gaat twee afvalwaterzuiveringsinstallaties in de haven van Constanța bouwen. De twee installaties zijn bedoeld voor de behandeling van gelekt afval en afvalwater. Siemens levert en installeert alle systemen, machines en elektrische apparatuur en is eveneens verantwoordelijk voor de bouwwerkzaamheden. De opdracht vertegenwoordigt een waarde van 6,5 miljoen euro en maakt onderdeel uit van een grootscheeps moderniseringsproject dat de havenautoriteiten in Constanța met steun van de Europese Investerings Bank uitvoeren. De hoeveelheid zeevracht zal per jaar met 8 procent toenemen.